# 羽月莉音の帝国
『羽月莉音の帝国』（はづきりおんのていこく）は、至道流星による日本のライトノベル。イラストは二ノ膳が担当。ガガガ文庫（小学館）より2010年2月から2012年2月まで刊行された。「みんなで選ぶベストラノベ2011」ではインパクト部門で10位を獲得している。

## あらすじ
全校生徒数3000人規模のマンモス高校・青海大学附属高校に入学した主人公・羽月巳継は、幼馴染の折原沙織、春日恒太とともに、従姉の2年生・羽月莉音が部長を務める「革命部」という部活に加入することとなる。
革命部は、部長の莉音が自らの国家を建国するために設立した部であり、創部当初は20名の部員が居たが、現在は莉音と3年生の泉堂柚を除いて皆、幽霊部員となっていた。部員は5人、部費は1000円しかなく、更には部室と設備の確保のため300万円近い借金を負った革命部であったが、ゴミ拾いやモデルエージェンシー、コスプレ衣装販売などの活動の末、「株式会社革命部」として部を法人化するまでに至る。
株式会社革命部の代表取締役に就任した巳継は、史上最年少の高校生社長としてマスコミの注目を浴び、一躍時の人となる。株式会社革命部は、次の目標である株式公開に向け、事業を展開していく。

## 登場人物
声はオーディオブック版より。
羽月 巳継（はづき みつぐ）
声 - 鵜澤正太郎
本作の主人公。高校1年生（第8巻からは高校2年生）。莉音、沙織、恒太とは家が近所同士の幼馴染。青海大学附属高校では沙織と同じ1年A組に所属する。父親がSEであり、コンピュータに詳しいので、革命部のネットワーク設定やウェブサイトの作成、決済システムの設計を行うようになる。株式会社革命部の創設の際には同社の代表取締役に就任し、会社の代表としてインタビューや記者会見などのマスコミ対応をこなすようになる。
羽月 莉音（はづき りおん）
声 - 朝日奈丸佳
高校2年生（第8巻からは高校3年生）。巳継とは父同士が兄弟の従姉弟で幼馴染。幼い頃から、冒険家の父親に連れられて世界各国を旅してきた。母親は莉音が幼い頃に病死している、現在父親は探検に向かっており、莉音一人で日本で暮らしている。若くして、江戸時代から続く名門武術館・日新流柔術の免許皆伝を得るほどの武道家であり、巳継に武術を教えてきた。小柄な体格だが、胸はCカップ。世界の不平等を是正するために、クーデターを起こし自らの国を建国することを夢見ている。それを実現するために青海大学附属高校で革命部を設立し部長を務める。株式会社革命部では取締役に就任。2年前にアフリカを探検していたときには、熱帯熱マラリアに感染し、生死の淵を彷徨った経験を持つ。
折原 沙織（おりはら さおり）
声 - 古賀葵
高校1年生（第8巻からは高校2年生）。巳継と同じクラス。美少女で、中学時代には学校一の人気があった。胸が小さいことを気にしている（Aカップ）。「おりおり」というあだ名で呼ばれることを嫌っている。莉音には幼い頃から振り回されてきたため、苦手意識を持っている。革命部では「コスプレイヤーおりおり」として撮影モデルを務める。株式会社革命部取締役。
春日 恒太（かすが こうた）
声 - 馬場惇平
高校1年生（第8巻からは高校2年生）。1年C組に所属。フィクサーとして世界に君臨する夢を持っており、常に何かを策略している。常に学年トップの成績をおさめており、そのことが自信過剰な性格に拍車をかけている。株式会社革命部監査役。後に、日本商業銀行の頭取に就任。後に国民栄誉賞を受賞。父親は総務省の官房参事官。
泉堂 柚（せんどう ゆず）
声 - 春川友紀
高校3年生（第8巻で青海大学附属高校を卒業、青海大学へ進学）。巳継たちが入学してきたときに、革命部に莉音以外で唯一残っていた部員で副部長。駅前の老舗どら焼きや「大正堂」の娘。ドジっ子。革命部の自動販売機係の係長（後に自動販売機部部長）で、色モノのジュースばかりを仕入れる。株式会社革命部では取締役を務める。国際数学オリンピックで世界唯一の満点を獲得するほどの天才で、流通システムや業務フローの設計の仕事をこなす。中学生の頃、母親を亡くしており、10歳年上の姉が母親代わりに面倒を見てくれている。
羽月 一馬（はづき かずま）
莉音の父で、冒険家。巳継の叔父。自らの体験を綴った著書を数冊書いている。防衛大学校を出た後、防衛省に在籍していたため、自宅に防衛関連の本も所蔵している。現在（第1巻の時点）は莉音を日本に残し、南極を探検中。洪門・天地会の有力者であり、同じく天地会に属する徐とは古い仲。防衛省に所属していたのは表面上は4年ほどであったが、実は30歳まで防衛省情報本部に所属していた。その頃は冒険家という肩書きで世界中を駆けていたが、実際には日本のPKO派遣検討地への事前調査やODA予定国の反政府勢力のレポートを行うなど、日本の諜報員としての活動を行っており、冒険費用は全て情報本部の機密費用から出ていた。後に、莉音と冒険を始めるために防衛省を辞め、フリーの冒険家となった。
沙織の父
中堅広告代理店「銘広社」を経営しているが、最近の経営状況は芳しくない。
速水社長
声 - 千先広大
半導体メーカー「速水半導体工業株式会社」の社長。頑固一徹な性格の67歳。元は町工場であった同社の技術者から叩き上げで社長にまで出世した。西麻布に自宅を構える。
ジリヤ
莉音の友人のロシア人で、武器のブローカー。武器ブローカーとして駆け出しの頃、莉音と一馬に命を救われた過去がある。スタインバーグ家をスポンサーとして、多くの企業を傘下に持ち、1年前には民間軍事会社「ブラックフォースワン」を買収し、オーナーとなった。スタインバーグ家の娘であるローザとは知り合いで、ハーバード大学で同じ年に同じ学部で博士号を取得した間柄。博士号取得後、ロシア産業エネルギー省で官僚として1年間勤務し、その後、1年間、国連職員として軍需品の密輸を監視する職に就いた。国連を退職後、スタインバーグ家の出資を元に軍事関連企業を買収して、現在は企業2年目。
東丈会総長
指定広域暴力団「東丈会」のボス。白髪の老人。銘広社とGLKアカデミーの間のトラブルの際に、莉音や巳継と交渉を行う。
木島
東丈会のナンバー2。東京麹町に「木島組」を構える。経済ヤクザ。早稲田大学政治経済学部卒業後、山二証券に入社し経営企画部に配属。1997年に山二証券が自主廃業した後に、当時の山二証券の大クライアントの一つであった東丈会へと誘われた。
立花 勇二（たちばな ゆうじ）
日本最大の衣料チェーンショップ「アクアス」の代表取締役社長。51歳。マックギル大学卒業後、オックスフォード大学大学院で修士号を取得。大手商社に勤務後、アクアスを立ち上げた。アクアスを一代で築き上げた敏腕社長。
ローザ・スタインバーグ
アメリカの財閥「スタインバーグ家」の娘。ジリヤより3歳年下だが、同じ年に、ハーバード大学で博士号を取得するほどの天才。スタインバーグ家の関連企業を一手に統括している。現在の世界に蔓延る差別や貧困に不満を抱いており、財閥の力を用いて自らが世界を変えていかなければならないという信念を持っている。ロンドンで2年ほど過ごしていた時期があり、カルヴァート公爵の邸宅から学校へ通っていた。
海胴 総次郎（かいどう そうじろう）
資金面・政治面・暴力面で日本のトップとして権勢を振るうフィクサー。超国家主義者。1927年生まれ。上海っ子として育ち、青年期を上海で過ごした。大物右翼・海胴敬一郎の息子であり、1946年に、最年少の戦犯として逮捕され、巣鴨拘置所に収容された。拘置所内で父と死別。また、多くの政界の人物と人脈を形成した。逆コースとして釈放後、父が第二次世界大戦後に接収し隠匿した膨大な軍資金（M資金）を受け継ぎ、戦後の日本再建の秘密資金として活用した。その額は400億円（当時の国家予算が約200億円）ともいわれている。釈放後はCIA工作員となり、暴力団や右翼団体を組織して日本国内の労働運動を糾弾し共産主義化を防いだ。1955年には「自友民政党」の立党（55年体制の誕生）を後押しした。1962年には、「大東亜同盟会」を結成し、日本全国の暴力団を大同団結させた。後にCIAを裏切ることで、CIAから暗殺計画を企てられることとなった（スタインバーグ家もこの暗殺計画に加担したことがあった）。戦後の復興期には、エグゼスエレクトロニクスに莫大な資金を投入したこともあった。現在は、日本最大の指定広域暴力団「京武会」を筆頭に、東丈会も含めた全国の暴力団の顧問を務めており、東丈会総長とは義兄弟の仲である。また、洪門・哥老会の長老でもある。同じく哥老会に属する、中国の郭首相とは長年の盟友である。
柏木
世界最大の総合家電メーカー「エグゼスエレクトロニクス」の社長。社内での異名は「ブルドーザー」。ガタイの良い壮年の男性。周囲の反対を押し切り、社内改革を進めてきた。
梶原
内閣府特命担当大臣（金融担当）。以前は一橋大学で経済学を教えていたエコノミスト。テレビニュース等でコメンテーターを務めることも多く、10年前に自友民政党から議員に立候補し当選、4年前に大臣に就任した。国民からの人気は高い。
片山
日本商業銀行頭取。金融財政政策の評論家でもあり、政府の諮問委員を務めたこともある。経済書のベストセラーも出版している。梶原大臣とは古い友人。自宅は杉並区の閑静な住宅街にある。
斉藤
金融庁の官僚。革命部が日本商業銀行の経営を立て直すのに協力する。
猪口 和人（いのくち かずひと）
芝山監査法人の会計士。政府の依頼を受け、本来は中央監査法人が行っていた日本商業銀行の監査を急遽行った。
漣 彰（さざなみ あきら）
指定広域暴力団「京武会」会長。日本最大の暴力団を率いる、業界のトップ。自分が儲けた金は、組織や部下、地域の発展のために使うという信条を持っており、会長となった今なお、駆け出しの頃から住んでいる貧乏アパートの一室に居を構える。
宋（そう）
中国アクアスの総経理。中国に展開するアクアス12店舗を管理する。中国人であり、北京大学、東京大学、コロンビア大学院で学んだスーパーエリート。
劉 立昌（りゅう りつしょう）
中華人民共和国主席、中国共産党中央委員会総書記、中央軍事委員会副主席。2005年に主席に就任。2005年に上海で起こった大規模な反日暴動が中国共産党への批判へと繋がらないように、日本との対話路線の政策をとる。アクアスが中国への大規模な展開を行った時期に、肺炎で倒れる。
江 大明（こう だいめい）
元・中華人民共和国主席。1994年に主席に就任。反日色の政策を行い、愛国教育を実践し、共産党に反抗する若者が出るのを抑えた。国家主席からの引退後も、中央軍事委員会の主席にしがみつき、院政を敷いている。自分の配下である上海閥から次期国家主席を立てようと目論んでいる。
郭（かく）
中国の首相。70歳。アクアス中国チェーンの1000店舗突破記念のパーティに、病み上がりの劉主席の代理として参加する。文化大革命の際、家族とともに上海へ逃れた郭ら政府要人手助けした海胴とは、40年以上の付き合い。文化大革命の後に香港へ移り、その後中国政界へ復帰した。ロッキード事件の首謀者の一人に海胴の名が上がったときには郭が手を貸し、日本の検察当局やアメリカからの追求から海胴を守った。
大原 英士（おおはら えいじ）
日本の内閣総理大臣。タカ派。政権スタート直後から親アメリカ路線をとる。自衛隊の再編成にも乗り出し、日本の軍事プレゼンスを拡大しようと努めている。知名度は高いが、年金問題や税制改革で国民の支持を失い、現在の権力基盤は強くない。難局を切り抜けつつ、政権を4年間維持し続けている。
ラルフ・スタイン
国務省対外戦略局アジア太平洋支局長として上海アメリカ総領事館に駐在する、CIAの工作員。CIA工作員として活動していた海胴を管理下に従えていた。
徐（じょ）
天地会の老人。一馬とは天地会を通して長い付き合いがある。上海出身で、以前は日本にも滞在しており、横浜の中華街でも一・二を争う大きさの中華料理店で店長を務めていた。現在は上海の高級マンションに住んでいる。巳継と莉音を天地会に迎える。
カルヴァート公爵
カルヴァート家のトップに君臨する老人。ロンドンの街並みを遠望するのどかな高級住宅地域の邸宅に住む。血縁関係にあるローザとは旧知の仲で、ローザが赤ん坊の頃はよく可愛がっていたが、最近は5年ほど会っていない。
イヴァン
ロシア連邦産業庁国防企業統括担当。ジリヤがロシア官僚として働いていた頃の上司。もともとロシア通常兵器庁の兵器管理部の部長であったが、その後の統廃合でロシア産業エネルギー省にまとまったときに、部下にジリヤがいた。
内藤（ないとう）
防衛省情報本部所属の三佐。羽月一馬とは、防衛大学のときの同級生で、第二幕僚室や情報本部でも同僚だった、一馬をよく知る人物。
ウラジミール・プチロフ
元ロシア大統領で、現ロシア首相。旧KGBの元諜報部員で、FSBの元長官。2000年にロシア大統領選挙に勝利し、FSBの強大な力を背景に、オリガルヒの制圧やマスコミ統制を行い、国内を改革した。2008年に大統領の任期が切れた後は、後任に腹心のドミトリー・メデンツォフを継承させ、強い影響力を持ったまま、自らはロシア首相に就任した。
マーク・カーチス
アメリカ大統領。軍産複合体であるスタインバーグ財閥、資本家であるセルベル財閥・ハストン財閥などの信任を受けている。恐妻家。
佐久間（さくま）
自友民政党の議員。議員歴が長く、国土交通大臣を経験したこともある。元外務官僚で、ウクライナやエストニアの大使を歴任し、ロシア大使館にいたこともある、党内きってのロシア通。現ロシア大統領のメデンツォフとは、大使館にいた頃からの酒飲み友達。
イーサン・コリンズ
国際的に権威のある老舗の新聞社「ワシントンタイムス」の記者。アングロサクソン系の中年男性で、正義感に富んでいる。妻とは事故で死別しており、その事故で半身不随となってしまった7歳の一人娘・リネットがいる。
サイラス・グレイザー
メディア王としての地位を築き上げた、世界トップクラスの経営者。アメリカ人。自殺した父親の跡を継ぎ、若くしてグレイザーアドバタイジング社を継ぐ。グレイザーアドバタイジング社の資金を元手に、アトランタのテレビ局を買収、奇抜な手法で高視聴率を稼いで局の資産価値を高め、様々なテレビ局を立ち上げてきた。24時間ニュースのみを放映するCNMは全米に放送ネットワークを広げていき、現在は世界的に影響力の大きい国際放送となった。
キャシアス・セルベル
世界第3位のであるセルベル財閥の人物。少し太った初老の紳士。カーリル、サンモルトといった穀物メジャーを参加に持つ。
レミュエル・ハストン
金融界に隠然たる影響力を持つハストン財閥の総裁。物腰が柔らかな老紳士。
柊 尚人（ひいらぎ なおと）
自友民政党の対立政党である民政党の若き党首。世界的な経済混乱の中、左傾化することで大衆の支持を集める。
高橋（たかはし）
自友民政党の幹事長。党内きっての多数派を抱える派閥の主宰者。党内の派閥争いを均衡させるために、派閥に深入りせずに多くの議員から距離をとっていた大原を支持し総理の座に就任させた。大原内閣に自らの派閥の議員を多く入閣させている、自友民政党のキーマン。

## 登場する企業・団体
本作では実在する地名・企業名や実際に起こった経済的な出来事が度々登場するが、物語の本筋に大きく関わるのは架空の企業・団体が殆どである。本項では、作中に登場する主な企業や団体のうち架空のものを挙げる。
革命部（かくめいぶ）
猿島に独立国家を建国するために、青海大学附属高校で莉音が設立した部。創立当時は20人の部員が居たが、数日で莉音と柚を除いて幽霊部員になってしまった。巳継らの入部後、部室（校門前の木造二階建ての一軒家）や設備の確保のため借金をするが、自動販売機、音楽教室、ゴミを拾ってオークションで販売、モデルエージェンシー、コスプレ衣装販売といった事業により完済。建国用の資金集めのため、革命部部員を役員とした「株式会社革命部」を設立する。
株式会社革命部
革命部が設立した、非上場企業。設立当初はコスプレ事業、コスプレ撮影チェーン事業を主力に展開。後に衣料グローバルオンライン・ワントゥーワンカスタマイズシステム事業「おりおんオンラインクローズ」を展開するために株式公開を目指す。革命部の部室に事務所を構える。後に、日本商業銀行が入居する、明治銀行ビルの7階へ新しい事務所を設ける。
おりおりオンラインクローズ
世界中の縫製工場と顧客とをリアルタイムに結びつける、地球規模の衣料ネットワーク事業。ブランド名は「おりおん（ORION）クローズ」（「おりおり」の「おり（ORI）」と、「オンライン」の「オン（ON）」から）。顧客が商品を自由にカスタマイズし、縫製工場に直接オンラインで注文する。流通は、卸や販売店を省くことにより、大幅なコストカットが可能となる。
速水半導体工業株式会社
創業40年、東証二部上場の半導体メーカー。円高の影響で海外メーカーとの競争に惨敗し、売り上げが芳しくない赤字企業。目黒に自社ビルを構える。
ブラックフォースワン
ジリヤがオーナーを務める、世界最大規模の民間軍事会社。軍人の派遣や訓練メニューの提供を主に扱う。年商は5億ドル。
銘広社（めいこうしゃ）
沙織の父が経営する、年商40億円、社員50人の中堅広告代理店。地方のテレビ局やラジオ局を主に取り扱う。クライアントの中心は宗教団体や公益法人。東丈会系列の会社であるGLKアカデミーとの取引のトラブルで、30億円の借金を抱える。
東丈会（とうじょうかい）
構成員8000人、準構成員を含めると3万人の、日本で二番目に大きな指定広域暴力団。江東区東丈に本部事務所を構える。学習塾中堅のGLKアカデミーはフロント企業。
株式会社アクアス
日本最大、世界でも3位の衣料チェーンショップ。資本金162億円、社員2670人、時価総額1兆9000億円。渋谷駅近くのインテリジェントビル最上階に本社を置く。東証一部上場企業。社長の立花勇二が一代で築き上げた。
スタインバーグ家
世界で2番目に大きい、アメリカの財閥。多くの銀行や多国籍企業を傘下に持つ。世界1位の財閥である、イギリスのカルヴァート家とは親戚同士。19世紀初頭はカルヴァート家の配下にあった。19世紀後半にはアメリカに拠点を移しており、アメリカの台頭とともに頭角を現した。その後、石油利権の獲得や、第二次世界大戦後のアメリカの政治力の強大化により、カルヴァート家に肩を並べる程まで成長してきた。
カルヴァート家
イギリスに本拠を置く世界最大の財閥で、中世から続く金融一族。世界各国の主要商業銀行に奥深い影響力を持ち、EU諸国の金融政策・財政政策にも関わる。ここ数十年は膨大に広がる関連企業群を直接指導することはなくなり、中核である商業銀行ロイヤルバンクオブグレートブリテン(RBB)に主力を傾けている。アメリカのスタインバーグ家とは親戚同士。
スタインバーグドレクスラー
100%スタインバーグ傘下の投資銀行。資本金3兆2000億円、社員数64000人。数年前、買収ファンドを組織し、経営破綻していた日本の長門長期債権銀行を25億円で買収し、1000億円を投資して経営再建させた。その後、上場した長門長期債権銀行を5300億円で売却し、4000億円を超える利益を上げた。長門長期債権銀行には5兆円もの公的資金が投入されていたにも関わらず、買収ファンドが設けられていたのが海外であったため、日本政府はこの売却益に課税できなかった。国会でも取り上げられる問題になったため、日本ではスタインバーグドレクスラーはハゲタカとして広く認知されている。
オリエントシーライン株式会社
株式会社革命部が100%出資している海運会社。
エグゼスエレクトロニクス
日本の巨大家電メーカーで、世界最大のエレクトロニクス企業。通称EE。資本金5362億円、グループ従業員40万8900人、売上高16兆7000億円（世界14位）、時価総額14兆5000億円（世界26位）。石油エネルギーに替わる「新エネルギー戦略」の一端として、1年前に世界最大のアメリカの原子力メーカー「ウエスタンユニオン」を買収した。
日本商業銀行（後に国際商業銀行）
2007年に設立された民間銀行。中小企業向けに無担保で、少しだけ金利を高くして融資するビジネススタイルを売りにしてきた。2.1%もの、超高金利を謳った定期預金商品で8500億円もの預金を集めたが、その残金は不透明。放漫な経営により、現在は経常収益260億円、経常費用330億円と経営が悪化しており、金融庁が指導に乗り出している。管理部門には主に銀行出身者が所属し、融資部門には、頭取の片山が直接採用したサラ金出身者が所属している。革命部が銀行を買収した後に、恒太が頭取となり、行名を「国際商業銀行」（International Commerce Bank, ICB）に変更する。
芝山監査法人
初台の外れのワンルームマンションに入居する、小規模な監査法人。
株式会社中小企業信用補完機構
日本商業銀行の融資先企業とコンサルティング契約を行っていた企業。そのコンサルティング契約は、日本商業銀行の融資先の50%（金額にして80%）と大部分であり、日本商業銀行が融資した金の多くが中小企業信用補完機構に流れていた。実態は、京武会傘下の興誠会の企業舎弟。日本橋兜町大通り沿いの立派なビルに入居している。代表の宮本は京武会でもナンバーワンの稼ぎ頭。
興誠会
京武会傘下の二次団体。組員は400人で、東京で活動する京武会系列の団体では最大規模。
ウエスタンユニオン・ミドルイースト株式会社
ウエスタンユニオンと革命部が共同で設立した会社。ウエスタンユニオンと革命部がそれぞれ400億円の資本金を出した。ドバイに本社を置き、表向きは中東ドバイに原子炉を売り込む会社だが、実際は、革命部が核開発の拠点にするために設立された。南アフリカのアルティステクノロジーから遠心分離機を仕入れる。
ミューチュアル保険
カルヴァート財閥の関連企業で、100年の歴史を持つ老舗の保険会社。総資産量は183兆円で、保険会社としては世界第1位の規模を誇るが、経営悪化が叫ばれて久しい。サブプライムで打撃を喰らい、10兆円ほどの損失を抱えている。運用部門はRBBの強い影響下にある。
コークスミサイルカンパニー（KMC）
ロシアの戦略ミサイル開発企業。年商2000億円の大企業。
ロシアロケット社
革命部とKMCが共同で設立した子会社。出資比率は50%ずつ。社長は巳継。モスクワでも1、2を争う高級ビルに本社を構え、世界中から先端科学技術者を雇用。宇宙ミサイルの開発行うためにKMCが技術移転し、技術提供量として革命部がKMCに毎月1000億円を支払う。後に本社ビルの中に革命部のロシア支社を設置。
アウスブルク銀行
ドイツのアウスブルクにある銀行。ドイツ3大銀行の一つであり、欧州でもトップ10に入る大銀行。総資金量50兆円、市場評価額13兆6000億円。ロシアの対外債務の24%を持っており、そのほとんどがユーロ建ての短期国債。毎月の金利が6.0%（年利にして72.0%）と高く、ロシアは毎月金利だけを支払い、ロールオーバーしている。
KKネクスト株式会社
革命部が立ち上げた証券取引所。世界各国から出資を募り、革命部の持ち株比率を10％、他の90％を参加各国で均等に割り当てている。24時間年中無休で市場が開かれており、全ての主要通貨で取引ができる世界統一市場。上場企業の会計監査、投資家への報告、株式の売買、増資といった、証券関連に関する全ての業務を市場側が行う。企業側は、監査法人を介さずに、株式を公開して直接資金を調達でき、また、内部統制のコストもカットできる。
CNM
24時間、ニュースのみを放映しているアメリカの国際放送局。世界的に影響力が大きい。市場価値7兆5000億円。社長であるサイラス・グレイザーはメディア王と称される。
COX
アメリカの保守系ニュースメディア。CNM等多くの大手メディアがリベラルなのに対し、保守的なスタンスを貫いている。政府に従順なメディアとして、ホワイトハウスや権力者層のスポークスマン的な役割を持っており、その実はスタインバーグの傘下企業。
GBCボトラーズ
スタインバーグの関連企業。味覚の研究の副産物として生み出された、世界で一番きつい飲み物「ギャラクシードリンク」を販売している。

## 既刊一覧
- 至道流星（著） / 二ノ膳（イラスト） 『羽月莉音の帝国』 小学館〈ガガガ文庫〉、全10巻
  1. 2010年2月23日初版第1刷発行（2月18日発売[5]）、ISBN 978-4-09-451189-5
  2. 2010年4月25日初版第1刷発行（4月20日発売[6]）、ISBN 978-4-09-451200-7
  3. 2010年7月22日初版第1刷発行（7月17日発売[7]）、ISBN 978-4-09-451216-8
  4. 2010年9月22日初版第1刷発行（9月17日発売[8]）、ISBN 978-4-09-451230-4
  5. 2010年11月23日初版第1刷発行（11月18日発売[9]）、ISBN 978-4-09-451242-7
  6. 2011年2月23日初版第1刷発行（2月18日発売[10]）、ISBN 978-4-09-451256-4
  7. 2011年4月24日初版第1刷発行（4月19日発売[11]）、ISBN 978-4-09-451267-0
  8. 2011年8月23日初版第1刷発行（8月18日発売[12]）、ISBN 978-4-09-451290-8
  9. 2011年10月23日初版第1刷発行（10月18日発売[13]）、ISBN 978-4-09-451301-1
  10. 2012年2月22日初版第1刷発行（2月17日発売[14]）、ISBN 978-4-09-451325-7

## オーディオブック版
2020年1月20日にガガガ文庫と81プロデュースがタッグを組んだオーディオブックの第10弾として配信開始された。